# Wilkocin (przystanek kolejowy)
Wilkocin – nieczynny kolejowy przystanek osobowy w Wilkocinie, w województwie dolnośląskim, w Polsce.